# Castianeira deminuta
Castianeira deminuta är en spindelart som beskrevs av Simon 1910. Castianeira deminuta ingår i släktet Castianeira och familjen flinkspindlar. Inga underarter finns listade.